# (6797) Östersund
(6797) Östersund (voorlopige aanduiding 1993 FG25) is een planetoïde in de buitenste planetoïdengordel, die op 21 maart 1993 werd ontdekt door het Uppsala-ESO Survey of Asteroids and Comets (UESAC) in het La Silla-observatorium van de Europese Zuidelijke Sterrenwacht. De planetoïde werd in 1999 vernoemd naar de Zweedse stad Östersund.

## Baan om de Zon
De planetoïde beschrijft een baan om de Zon die gekenmerkt wordt door een perihelium van 2,723 AE en een aphelium van 3,110 AE. De baan wordt ook gekenmerkt door een lage excentriciteit van 0,066. De planetoïde heeft een periode van 4,98 jaar (of 1819,37 dagen).